# Calascio
Calascio é uma comuna italiana da região dos Abruzos, província de Áquila, com cerca de 150 habitantes. Estende-se por uma área de 39 km², tendo uma densidade populacional de 4 hab/km². Faz fronteira com Carapelle Calvisio, Castel del Monte, Castelli (TE), Castelvecchio Calvisio, Isola del Gran Sasso d'Italia (TE), Ofena, Santo Stefano di Sessanio.

## Demografia
| Variação demográfica do município entre 1861 e 2011                               |
|                                                                                   |
| Fonte: Istituto Nazionale di Statistica (ISTAT) - Elaboração gráfica da Wikipedia |